# Forest Lake, Illinois
Forest Lake là một nơi ấn định cho điều tra dân số thuộc quận Lake, tiểu bang Illinois, Hoa Kỳ. Năm 2010, dân số của nơi ấn định cho điều tra dân số này là 1659 người.

## Dân số
Dân số qua các năm:
- Năm 2000: 1530 người.
- Năm 2010: 1659 người.